# Don't Cha
(Da Don't cha.)
Don't Cha è una canzone del 2004 scritta da Cee-Lo e Sir Mix A Lot. Venne inizialmente registrata da Tori Alamaze nel 2004, ma divenne una hit mondiale solo nella cover delle Pussycat Dolls e Busta Rhymes nel 2005. È stato il secondo singolo delle Dolls, dopo Sway dal loro album di esordio PCD, nonché primo estratto dall'edizione standard del disco.

## Descrizione
Il coro del brano ("Don't you wish your girlfriend was hot/a freak/raw/fun like me") è basato sulla canzone del 1988 di Sir Mix A Lot Swass ("Don't you wish your boyfriend was swass like me?'"). Nel singolo delle Dolls, venne aggiunta anche una parte rap eseguita da Busta Rhymes.

### Testo
Nei versi del brano Don't Cha, il personaggio principale femminile (interpretato dalle Dolls) confronta un uomo, rimproverandolo del fatto che lui avrebbe voluto lei e non la sua attuale fidanzata, e concludendo che forse in un'altra vita ci sarà una possibilità per i due. L'uomo, interpretato da Busta Rhymes, ammette l'attrazione che prova nei confronti della sua interlocutrice e propone una relazione clandestina, ma lei rifiuta.

### Formazione
Durante le riprese di Don’t Cha la formazione delle Pussycat Dolls era ancora provvisoria. Nel videoclip figura anche una settima componente, Claude Racine, che, insieme a Kimberly Wyatt, era un membro di prova. Una volta terminate le riprese del videoclip viene scelta Kimberly come ultimo membro ufficiale delle Pussycat Dolls. Kimberly, inoltre, non ha contribuito alla registrazione in studio del primo album PCD in quanto diviene un membro effettivo solo in seguito al termine della sua registrazione; ma compare comunque nelle varie copertine dell’album e dei singoli.

## Video musicale
Il video di "Don't Cha" è diretto da Paul Hunter, che appare nel corso del videoclip. Compaiono anche sia Busta Rhymes, sia il creatore del progetto "Pussycat Dolls" Robin Antin e Carmen Electra. Ruota essenzialmente alle Pussycat Dolls vestite in abiti provocanti che cantano il brano e ballano sensualmente. Inoltre, la principale cantante del gruppo, Nicole Scherzinger, viene mostrata spesso insieme con Busta Rhymes.
Il video incomincia con la veduta d'una strada percorsa da una grande jeep, dentro cui sono sedute le Dolls. La Scherzinger viene ripresa prima mentre canta con Rhymes, vestita d'un giubbino bianco, e poi in macchina, poi lui le propone d'avere una relazione e si vede la cantante ripetere i versi, e trovarsi ella stessa in un tubo blu con vesti di colore azzurrino. A intermittenza, vediamo la cantante da sola o in gruppo, o spesso con le Pussycat, mentre lei o le ragazze ballano con atteggiamenti ammiccanti e audaci.
Poi danzano di nuovo, e Rhymes le adocchia; Nicole però sembra dirgli di starle lontano, mentre il rapper le dice espressamente di no. Intanto, la Scherzinger si ritrova nel primo ritornello con le Pussycat Dolls a ballare all'interno d'un corridoio grigio in un magazzino, guardando lo schermo e agitandosi. Lo spasimante però le canta appresso anche all'interno del tubo e poi ancora nella scena iniziale. La ragazza non demorde e decide d'andare a divertirsi in discoteca. Mentre contemporaneamente lei va all'ingresso d'un locale (che poi si rivelerà una discoteca), la Scherzinger apostrofa l'uomo di nuovo col giubbino per poi, con vari stacchi di pausa neri, avviarsi nella disco.
Qui entra mentre incomincia il suo ultimo stacchetto, con la cantante Scherzinger che danza con il ventre e i glutei, seguita dalle altre, o voltando la testa e alzando più volte il busto. La ragazza lo rizza più volte verso Rhymes e poi si ritrova di nuovo nella disco per ballare, e i suoi versi sono accompagnati dalle voci delle altre Dolls. Intanto balla con il bacino e Rhymes le adocchia di nuovo, ma loro se ne vanno e le ultime scene riprendono alcuni invitati della festa. Nel frattempo, le Pussycat sono di nuovo nel magazzino, dove fanno gli ultimi movimenti sexy e prorompenti, per poi a poco a poco allontanarsi. La telecamera s'oscura mentre le ragazze s'allontanano.

## Successo commerciale
Don't Cha raggiunse la vetta delle classifiche in Regno Unito, Australia, Canada, Germania e Nuova Zelanda,mentre la posizione numero 2 nella classifica Billboard Hot 100 negli Stati Uniti.

## Tracce
| UK CD Single 1. Don't Cha (radio edit) 2. Don't Cha (featuring Busta Rhymes) (radio edit) U.S. Re-Release 1. Don't Cha (featuring Busta Rhymes) (More Booty mix - explicit) 2. Don't Cha (More Booty mix with no rap - explicit) U.S. CD Maxi Single 1. Don't Cha (Ralphi Rosario Hot Freak radio mix) 2. Don't Cha (Kaskade radio edit) 3. Don't Cha (Ralphi's Hot Freak 12" Vox mix) 4. Don't Cha (Kaskade club mix) 5. Don't Cha (DJ Dan's Sqweegee dub) | UK 2-Track CD single 1. Don't Cha (featuring Busta Rhymes) (main mix - explicit) 2. Don't Cha (radio edit] UK CD Maxi Single 1. Don't Cha (featuring Busta Rhymes) (Main Mix - explicit) 2. Don't Cha (featuring Busta Rhymes) (More Booty Mix - explicit) 3. Don't Cha (Radio Edit) 4. Don't Cha (featuring Busta Rhymes) (Video) US PROMO CD (they are only referred to as PCD featuring Busta Rhymes) 1. Don't Cha (featuring Busta Rhymes) (radio edit - clean) 2. Don't Cha (instrumental) 3. Don't Cha (radio edit - clean) 4. Don't Cha (Reggaeton Remix) |

## Versioni
- Radio edit
- Radio version featuring Busta Rhymes (or main mix)
- More Booty mix featuring Busta Rhymes (explicit)
- Dirty radio edit (explicit)
- Radio version featuring Busta Rhymes (explicit)
- Lil John remix (explicit)
- Una versione in Simlish usata per The Sims 2: Pets

## Classifiche
| Classifica (2005)                  | Posizione massima |
| ---------------------------------- | ----------------- |
| Australia                          | 1                 |
| Belgio                             | 1                 |
| Canada                             | 1                 |
| Danimarca                          | 2                 |
| Europa                             | 1                 |
| Finlandia                          | 1                 |
| Francia                            | 6                 |
| Germania                           | 1                 |
| Giappone                           | 17                |
| Grecia                             | 9                 |
| Irlanda                            | 1                 |
| Italia                             | 4                 |
| Norvegia                           | 1                 |
| Nuova Zelanda                      | 1                 |
| Paesi Bassi                        | 2                 |
| Regno Unito                        | 1                 |
| Romania                            | 1                 |
| Russia                             | 36                |
| Svezia                             | 5                 |
| Svizzera                           | 1                 |
| Ucraina                            | 6                 |
| U.S. Billboard Hot 100             | 2                 |
| U.S. Billboard Pop 100             | 1                 |
| U.S. Billboard Hot Dance Club Play | 1                 |